# Jakoet (paard)

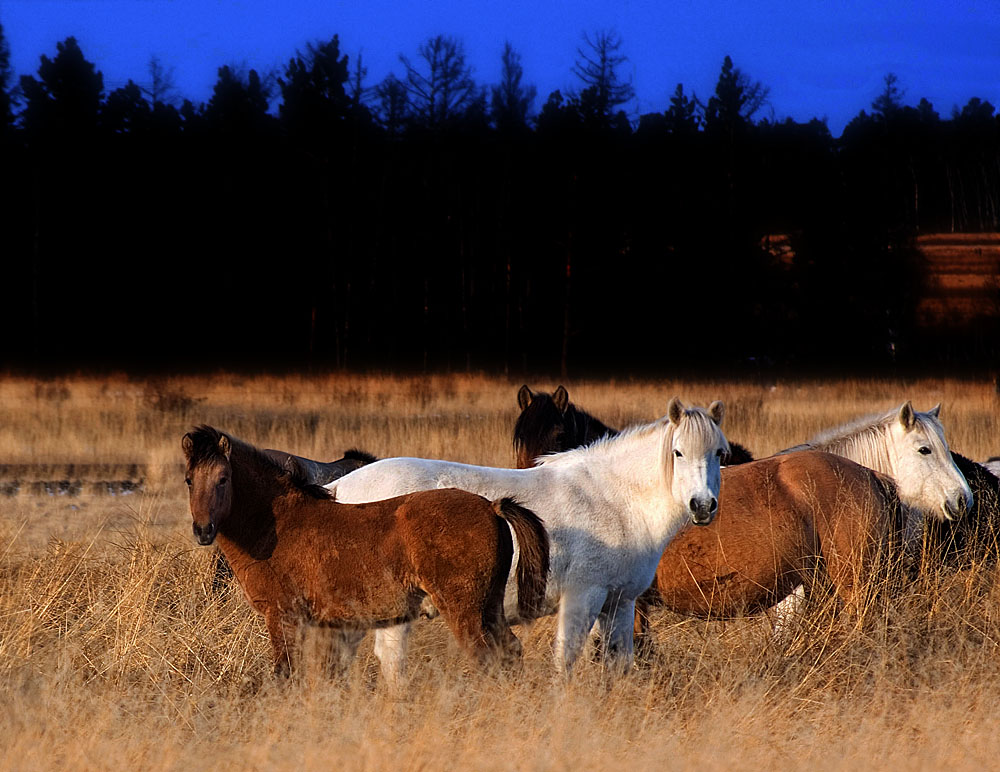
Jakoeten in zomervacht

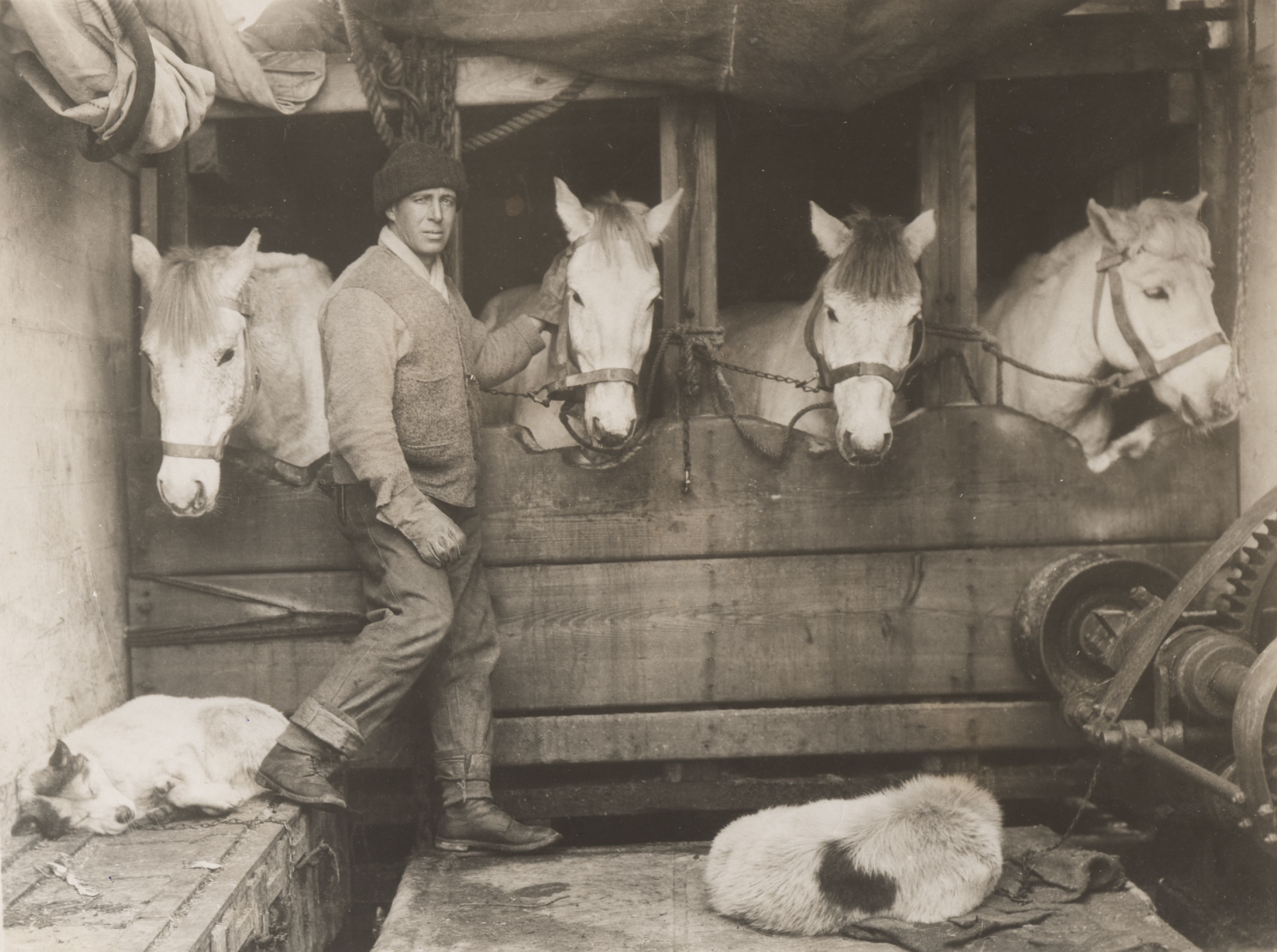
Lawrence Oates, assistent en paardenverzorger van Robert Falcon Scott, 1911

De jakoet is een stevig gebouwd paardje van pony-formaat uit Jakoetië, een uitgestrekt gebied in het arctische deel van Siberië.

## Kenmerken
De jakoet kan onder buitengewoon harde omstandigheden overleven. Zo kan hij bij temperaturen van -50 graden Celsius warm blijven en voedsel vinden onder een dikke sneeuwlaag. Hij heeft een dunne zomer- en een dikke wintervacht met zeer lang en dicht haar. In de winter kan het dier teren op vetreserves en gaat het ademritme met vijftig procent omlaag, van twintig naar tien tot twaalf ademhalingen per minuut.
Als vachtkleur ziet men vaak lichte kleuren, zoals schimmel of een vaalgrijze wildkleur met aalstreep en donkere benen, maar bruin en vos komen ook voor. De jakoetpony heeft een lange rug, een korte nek, steile schouders en een diepe borst. Zijn stokmaat ligt tussen 132 en 140 centimeter.

## Geschiedenis en herkomst
Het ras komt voor in arctisch Siberië in Rusland en wordt onderverdeeld in drie verschillende types: een zeer oorspronkelijk noordelijk type en daarnaast een groter en een kleiner zuidelijk type.
Dat eerste type is familie van het przewalskipaard, terwijl het laatste, veronderstelt men, de enige nog levende afstammeling is van het uitgestorven toendrapaard, dat tot de vier oertypes van alle paarden behoorde.

## Gebruik
De jakoet is een veelzijdig paard dat door de lokale bevolking als rijdier, als trekdier en als lastdier wordt gebruikt. Bovendien wordt het vlees van dit paard gegeten en wordt de melk van de merries gedronken en verwerkt tot koemis. Omdat de jakoet voorkomt in een gebied waar grondstoffen schaars zijn, wordt zijn huid ook benut om er leer van te maken.

## Overige
Net als de Kazakh is de jakoet van een overeenkomstig type als het przewalskipaard, maar hij valt te onderscheiden door zijn kleur en de textuur van zijn vacht.
De naamgevers van dit dier, het volk van de Jakoeten houden hun paarden veelal in een halfwilde staat, vergelijkbaar met rendieren. Een groot deel van de kudde wordt gebruikt als leverancier van melk, vlees en leer en alleen de allerbeste dieren worden afgericht als rijdier. Deze worden dichter bij de nederzetting gehouden en in de winter bijgevoerd met hooi.
Dit paard is zo goed aangepast aan het koude klimaat (met temperatuurverschillen van 38 graden in de zomer tot -50 graden Celsius in de winter) dat het in het begin van de 20e eeuw gebruikt is in poolexpedities, zoals in de beroemde (overigens mislukte) expeditie naar Antarctica van Robert Falcon Scott in 1912.
De dieren worden tegenwoordig ook in wildreservaten gehouden, zoals het pleistoceen park bij Tsjerski.
Wellicht kan deze pony in de toekomst in de natuur de ecologische niche van het uitgestorven wilde toendrapaard innemen.